# Planistroma
Planistroma är ett släkte av svampar. Planistroma ingår i familjen Planistromellaceae, ordningen Dothideales, klassen Dothideomycetes, divisionen sporsäcksvampar och riket svampar.
|             | Piptarthron                              |
|             |                                          |
| Planistroma | \| \| Planistroma yuccigenum \| \| \| \| |
|             | \| \| Planistroma yuccigenum \| \| \| \| |
|             | Kellermania                              |
|             |                                          |
|             | Planistromella                           |
|             |                                          |
|             | Loratospora                              |
|             |                                          |
|             | Planistroma yuccigenum                   |
|             |                                          |

|  | Planistroma yuccigenum |
|  |                        |